# Parti africain de l'indépendance
Le Parti africain de l'indépendance (PAI) est un parti politique sénégalais et soudanais (actuel Mali).
Son leader était Majhemout Diop, disparu en 2007.

## Histoire
Le parti trouve son origine en 1956, dans le refus de militants de l'UDS (Union démocratique sénégalaise) de fusionner avec le BDS (Bloc démocratique sénégalais), dans l'UPS (Union progressiste sénégalaise). Le PAI est créé le 15 septembre 1957 à Thiès, cité du rail sénégalais marquée par les grandes grèves de cheminots de 1938 et 1947. À la même époque au Soudan français, Amadou Seydou Traoré crée avec ses camarades une section soudanaise mais ils rallient l'Union soudanaise – Rassemblement démocratique africain en mars 1959 à l'invitation du président de cette dernière, Modibo Keïta, et au grand dam de leurs camarades sénégalais. En 1959, des militants du parti sénégalais tentent une insurrection dans la ville de Saint-Louis pour obtenir l'indépendance du Sénégal
Un nouveau parti, parfois désigné comme PAI-Rénovation, a été officiellement créé le 14 août 1976.
Lors des élections législatives de 2001, le PAI a recueilli 3 682 voix, soit 0,20 %, et n'a obtenu aucun siège à l'Assemblée nationale.

## Orientation
C'est un parti de gauche socialiste, et qui se définissait comme marxiste-léniniste à ses débuts. Il se décrit lui-même comme « pan-négriste, panafricaniste et socialiste ».
Ses objectifs déclarés sont la défense de ce qui fait la cause de tous les noirs, la lutte pour l’unité africaine et la suppression de l’exploitation de l’homme par l’homme.
Sa devise est « Organisation, discipline, combat ».
Ses mots d’ordre sont « Mom sa reew (indépendance), Bok sa reew (unité) et Défar sa reew (construction nationale, développement) ».

## Symboles
Sa couleur est le rouge. Son emblème comporte un marteau et une houe entrecroisés, surmontés d’une étoile noire sur fond rouge.

## Organisation
Son siège se trouve à Guédiawaye.
Monsareew et La Lutte sont des publications du parti.